# 常念山脈
常念山脈（じょうねんさんみゃく）は、飛騨山脈（北アルプス）のうち主稜線の東側に平行して南北に延びる山域の総称。主稜線との間に高瀬川、梓川が流れる。主稜線とは大天井岳から槍ヶ岳への東鎌尾根の稜線でつながっており、中房温泉から燕岳を経てこの稜線へ至る登山道は表銀座と呼ばれている。1934年（昭和9年）12月4日 に山域が、中部山岳国立公園に指定された。
松本盆地（松本平と安曇平）からは、常念山脈の大きな山容が間近に眺められる。穂高岳、槍ヶ岳といった山々は、常念岳、蝶ヶ岳、大滝山、餓鬼岳といった前衛の常念山脈に隠れ、場所によってその間から顔を出す程度である。

## 常念山脈の主な山
山脈のほぼ中央に常念岳があり、各山との位置関係を下表に示す。その最高峰は大天井岳である。
| 山容 | 名称     | 標高 (m) | 三角点等級と 基準点名           | 常念岳からの 方角と距離 (km) | 備考                          |
| ---- | -------- | -------- | ------------------------------- | ---------------------------- | ----------------------------- |
|      | 唐沢岳   | 2,632.41 | 三等「唐沢」                    | 北 15.1                      |                               |
|      | 餓鬼岳   | 2,647.19 | 三等「餓飢」                    | 北 13.5                      | 日本二百名山                  |
|      | 燕岳     | 2,762.85 | 二等「燕岳」                    | 北 9.1                       | 日本二百名山                  |
|      | 有明山   | 2,268.34 | 二等「有明山」                  | 北北東 8.3                   | 日本二百名山                  |
|      | 大天井岳 | 2,921.91 | 三等「天章山」                  | 北北西 5.0                   | 常念山脈の最高峰 日本二百名山 |
|      | 東天井岳 | 2,814    |                                 | 北北西 3.3                   |                               |
|      | 横通岳   | 2,766.99 | 三等「赤樽」                    | 北 1.9                       |                               |
|      | 常念岳   | 2,857    | （一等「前常念岳」） 2,661.78 m | 0                            | 日本百名山                    |
|      | 蝶ヶ岳   | 2,677    | （三等「蝶ヶ岳」） 2,664.32 m   | 南 4.2                       |                               |
|      | 大滝山   | 2,616    | （三等「大滝」） 2,614.49 m     | 南南東 6.1                   | 南峰に三角点                  |
|      | 六百山   | 2,470    | （三等「六百山」） 2,449.88 m   | 南西 12.1                    |                               |
|      | 霞沢岳   | 2,645.60 | 二等「霞沢岳」                  | 南西 14.0                    | 日本二百名山                  |

## 関連図書
- 『槍・穂高連峰』山と溪谷社〈ヤマケイ アルペンガイド7〉、2008年5月。ISBN 9784635013512。
- 『槍ヶ岳・穂高岳 上高地』昭文社〈山と高原地図 2011年版〉、2011年3月。ISBN 9784398757777。